# バイタルケーエスケー・ホールディングス
株式会社バイタルケーエスケー・ホールディングス（VITAL KSK HOLDINGS, INC.）は、東京都中央区に本社を、世田谷区に本店を置く持株会社。
医薬品等の卸売を行う株式会社バイタルネット、株式会社ケーエスケーなどを傘下に置く。

## 沿革
- 2009年4月1日 - 共同株式移転により、株式会社バイタルネットと株式会社ケーエスケーが、共同持株会社である株式会社バイタルケーエスケー・ホールディングスを設立。東京証券取引所第一部に上場。
- 2010年4月 - 株式会社VKシェアードサービスを設立（2017年4月吸収合併）。
- 2014年1月 - 連結子会社であった株式会社井上誠昌堂が株式会社フレットに吸収合併され、株式会社ファイネスとなる。

## 関連会社

### 連結子会社
- 株式会社バイタルネット
  - 株式会社アグロジャパン
  - 株式会社バイタルグリーン
  - 株式会社オオノ
  - 株式会社バイタルケア
  - 株式会社バイタルエクスプレス
  - 株式会社バイタルエージェンシー
- 株式会社ケーエスケー
  - 株式会社たんぽぽ
  - 大伸通商株式会社
- 株式会社医療経営研究所

### 持分法適用関連会社
- 株式会社ファイネス